# Соловьёво (Солецкий район)
Соловьёво — деревня в Солецком районе Новгородской области России. Входит в состав Выбитского сельского поселения.

## История
В 1964 году Указом Президиума ВС РСФСР деревня Перницы переименована в Соловьёво.
В соответствие с Законом Новгородской области от 11 ноября 2005 года № 559-ОЗ деревня вошла в состав образованного Выбитского сельского поселения.

## География
Расположена на западе региона, в восточной части района, в лесной местности, по р. Леменка.

## Население
| 2010 |
| ---- |
| 0    |

## Инфраструктура
Лесное хозяйство, личное подсобное хозяйство.

## Транспорт
Просёлочные дороги.